# Karl Weinrich

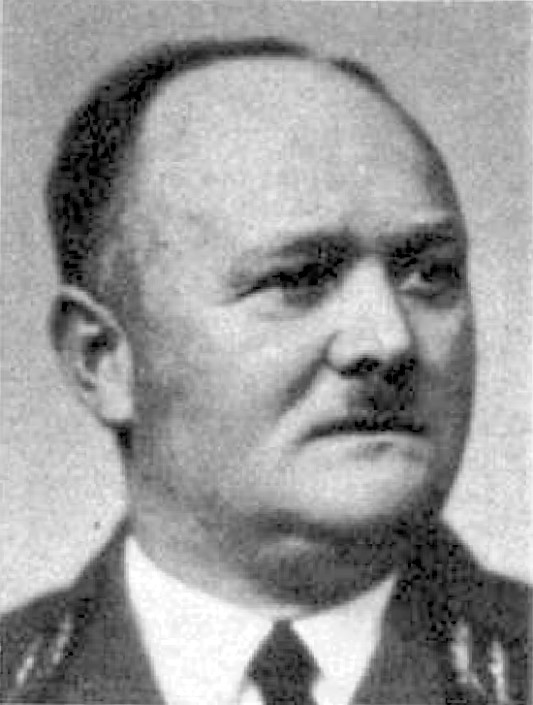
Karl Weinrich

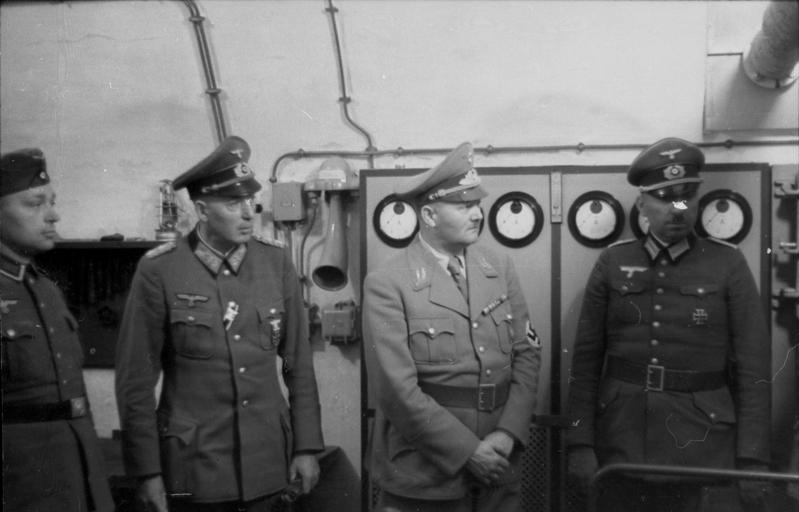
Friedrich Dollmann (2. v.l.) und Karl Weinrich (3. v.l.) in der Befestigung am Isteiner Klotz (1940), Aufnahme einer Propagandakompanie

Karl Otto Paul Weinrich (* 2. Dezember 1887 in Molmeck; † 22. Juli 1973 in Hausen) war ein deutscher Politiker (NSDAP). Er war
NSDAP-Gauleiter von Kurhessen, Mitglied des Reichstages, Kommunalpolitiker und Obergruppenführer des NSKK.

## Leben
Weinrich war der Sohn eines Schuhfabrikanten. Nach dem Besuch der Volksschule und der Bergfachschule trat Weinrich 1906 in die Preußische Armee ein, wo er in der Verwaltung tätig war. Während des Ersten Weltkriegs war er in einem Heeresproviantamt im Reich beschäftigt. Nach dem Krieg arbeitete Weinrich ab 1920 im Reichsverpflegungsamt, zunächst in Köln und ab 1920 in Landau in der Pfalz, wo er auch Mitglied im Deutschvölkischen Schutz- und Trutzbund wurde.
Im Februar 1922 trat Weinrich in die NSDAP ein und gründete Ortsgruppen der Partei in der Gegend um Landau und später auch in Kassel. Nach Aufhebung des NSDAP-Verbots trat er der Partei 1925 wieder bei (Mitgliedsnummer 24.291). Von 1925 bis 1927 war er stellvertretender Gauleiter und Gaukassenwart der NSDAP, vom 13. September 1928 bis November 1943 Gauleiter von Kurhessen (bis Ende 1933 Gau Hessen-Nassau-Nord benannt). Stellvertretender Gauleiter war dabei Max Solbrig. Von 1929 bis 1933 war er Stadtverordneter in Kassel. Vom 14. Oktober 1930 bis 1933 war er Mitglied des Preußischen Landtags, zuletzt war dort Beisitzer des Vorstands. Daneben war er auch Mitglied des Provinziallandtags Hessen-Nassau und des Kommunallandtags Kassel. Er war 1933/34 stellvertretender Bevollmächtigter der Provinz Hessen-Nassau im Reichsrat. Von Juli 1933 bis 1945 war er preußischer Staatsrat. Vom 12. November 1933 bis 1945 gehörte er dem nationalsozialistischen Reichstag für den Wahlbezirk 19 (Hessen-Nassau) an. Innerhalb des NSKK (Motorobergruppe West) erreichte er im 30. Januar 1939 den Rang eines Obergruppenführers. Er wurde mit dem Goldenen Parteiabzeichen, der Dienstauszeichnung der NSDAP in Gold und dem Traditions-Gau-Abzeichen ausgezeichnet. Seit ihrer Gründung 1942 war Weinrich in seiner Funktion als Gauleiter Schirmherr der Brüder Grimm-Gesellschaft in Kassel. 1940 sollte er auf Vorschlag von Rektor Theodor Mayer aus politischen Gründen zum Ehrensenator der Universität Marburg ernannt werden, um die „Verwachsenheit der Universität mit dem geistigen Leben des deutschen Volkes“ und die „Einstellung auf Ziele und Aufgaben der NSDAP“ zu demonstrieren. Weinrich lehnte die Ehrung auf Weisung der Partei ab, weil Ehrungen dieser Art für hohe Parteifunktionäre als unerwünscht galten.
1939 wurde ihm anlässlich des 15-jährigen Bestehens der NSDAP-Ortsgruppe Fulda die Ehrenbürgerschaft der Stadt verliehen.
1940 und 1941 betrieb er erfolgreich die Auflösung bedeutender Klöster (Franziskanerkloster Frauenberg zu Fulda und Oblatenkloster zu Hünfeld). Die wertvollen Bibliotheken kamen nach Berlin, und das Kloster Hünfeld wurde zu einer Napola umgewidmet. Er wollte dem Führer zum Geburtstag 1941 einen klosterfreien Gau Kurhessen schenken.
Ab September 1939 gehörte er dem Verteidigungsausschuss des Wehrkreises IX an. Ab November 1940 war er auch Gauwohnungskommissar und ab November 1942 Reichsverteidigungskommissar im Gau Kurhessen. Kurz nach dem Luftangriff auf Kassel am 22. Oktober 1943, der die gesamte Innenstadt zerstörte, wurde Weinrich im November 1943 zunächst beurlaubt und 1944 seines Amtes als Gauleiter enthoben. Von der Führungsspitze der NSDAP, unter anderem von Joseph Goebbels, wurde ihm zur Last gelegt, bei der Kriegsvorbereitung Kassels und während der Bombardierung versagt zu haben. Sein Nachfolger wurde Karl Gerland. Aufgrund seiner „Verdienste“ um die Partei wurde Weinrich mit einem Bauernhof entschädigt und betätigte sich als Landwirt.
Nach dem Zweiten Weltkrieg war er von 1945 bis 1950 im Internierungslager Eselheide interniert. Am 6. Juli 1949 wurde Weinrich von der Spruchkammer Kassel als ein Hauptschuldiger des nationalsozialistischen Regimes zu zehn Jahren Haft verurteilt (später auf sechs oder sieben Jahre gemildert, Angaben der Quellen differieren); im November 1950 wurde er aus der Internierung entlassen, da die verbüßte Untersuchungshaft angerechnet wurde. Von Kassel zog er nach Trendelburg. Seit Anfang der 1960er war er wieder in Kassel, seit ca. 1965 in Hausen bei Offenbach wohnhaft.